# Al·la Pàvlova
Al·la Ievguénievna Pàvlova, rus: Алла Евгеньевна Павлова (nascuda el 13 de juliol de 1952 a Vínnitsia, llavors Unió Soviètica, actualment Ucraïna), és una compositora russa, que ha arribat a ser ben coneguda pels seus treballs simfònics. Al·la Pàvlova viu actualment a Long Island, Nova York.

## Vida i obra

### Etapa soviètica
La família Pávlova es va traslladar a Moscou en 1961, on Al·la va cursar estudis musicals a l'Escola Estatal de Música Gnessin amb Armen Xakhbaguian; ja en els setanta es va guanyar una certa reputació com a compositora de lieder, gènere en el qual va prestar en aquells dies especial atenció als textos d'Akhmàtova i en el qual s'inscriu bona part de la seva producció fins avançats els noranta. Després de la seva graduació el 1983, va marxar a Sofia, on va treballar en l'Associació de Compositors de Bulgària i l'Òpera Nacional de Sofia; tres anys després va tornar a Moscou.
Durant aquesta etapa va mantenir un silenci creatiu que no va tallar fins al 1990, any en què deixa la crepuscular Unió Soviètica en favor dels EUA.

### Etapa americana

#### 1990-1998: Lieder i cambrística.
En arribar a la Big Apple, Pàvlova compondrà per a la seva filla Irene una col·lecció de peces fàcils per a piano inspirades en contes d'Andersen. Durant la primera meitat dels noranta alterna lieder i petites obres per a piano fins a 1994, any en què enfronta la seva primera obra de calibre, la Simfonia número 1 Adéu, Rússia!, Obra tenyida d'una gran càrrega melancòlica i, segons paraules de la compositora, inquietud i dolor davant la realitat i perspectives del seu país natal. Malgrat el seu títol aquest treball, articulada en un sol moviment, està composta per un conjunt de cambra (fln, fl, 2 vlns, vc, pf), i fou gravada a Moscou per solistes de l'Orquestra Filharmònica de Moscou tot just dos dies després de la seva estrena.
Així, va caldre esperar quatre anys perquè Pàvlova compongués la seva primera obra simfònica, una petita triava, de tot just quatre minuts de durada, per a piano i orquestra de cordes motivada per la mort de Xakhbaguian. Entremig, havia tornat a refugiar-se al lied, i va compondre peces com Miss me... but let me go, que va revisar al començament de setembre de 2001. De la mateixa manera que Cristóbal Halffter va veure trasbalsada la composició del seu Adagio en forma de rondó pels atacs terroristes de l'11-S. Pàvlova es va veure sorpresa pels atemptats, que va viure molt de prop, i decidí dedicar la cançó revisada a la memòria de les víctimes.
Després de l'Elegia vingué la seva primera gran obra simfònica, la Simfonia nº2 per al nou mil·lenni (1998), l'obra més ambiciosa iniciada per Pàvlova fins aleshores, i que abans de ser revisada quatre anys després va ser portada al disc per Vladímir Fedoseíev (que d'ara endavant es convertiria en un dels seus principals ambaixadors, i estrenaria i gravaria també la seva Quarta Simfonia), en un registre que va suposar l'assentament de la reputació de Pàvlova en sòl rus.

#### 1998 -: Especialització en les grans formes
A més de sustentar el seu prestigi la Segona Simfonia suposa un important punt d'inflexió en la carrera de Pávlova, que abandona en endavant la música de cambra en favor dels grans dispositius orquestrals. En 2000 segella aquest canvi d'orientació amb la monumental Simfonia núm.3; l'obra, inspirada en un monument novaiorquès a Joana d'Arc. Aquesta es caracteritza pel seu intens abast expressiu i és considerada la seva obra mestra. Fidel a la seva política de revisions, Pàvlova tornar aviat a treballar en aquesta obra, i hi afegeix com a element pintoresc una guitarra.
Després d'aquesta Simfonia vingué, el 2002, una Quarta més concisa, així com una segona obra concertant, un Monòleg amb violí solista en el qual recorria un cop més a una orquestra de cordes. Pàvlova va emprar els dos anys següents a la seva primera realització incidental, que al capdavall és possiblement la seva empresa més ambiciosa fins ara: es tracta del ballet Sulamith, en què porta a escena un conte d'inspiració bíblica d'Aleksandr Kuprín, realització de la qual va extreure'n aviat una suite simfònica de tres quarts d'hora de durada.
La seva última composició fins a la data és una Cinquena Simfonia composta aquest mateix any i que està pendent d'estrena.

## Discografia
- Simfonies número 1 i 3 (*)  ||| N. Lotakov, FTN - L. Lebedev, fl - M. Shestakov, VLN - O. Vedernikova, VLN (*) - V. Brill, vc - M. Adamovich, pf. Orquestra Filharmònica Russa, Aleksandr Vedernikov. NAXOS

- Simfonia nº2, Elegia per a piano i orquestra de cordes  ||| P. Izotov, pf. Orquestra Simfònica Internacional 'Globalis', Konstantin Krimets. ALBANY

- Simfonies número 2 i 4  ||| Orquestra Simfònica Txaikovski de la Ràdio de Moscou, Vladímir Fedoseyev. NAXOS

- Sulamith (suite) (*), The Old New York Nostàlgia, Monòleg per a violí i orquestra de cordes  ||| Y. Krasnikov, VLN - A. Volkov, sax - M. Poroshin, sax - A. Grinko, TPT (*) - G. Plekatch, TPT - L. Makarevich, pf - A. Chernisov, perc NAXOS

- Simfonia número 1, Cançó de bressol per a Irene, Dues Cançons sobre versos d'Akhmàtova, Som l'amor, El somni, Impressions sobre contes de fades de H.-C. Andersen, Preludi per a piano, Estampes d'estiu, Demà d'hivern  ||| E. Zimenkova, sopr - L. Lebedev, fl - M. Fadeyev, VLN - V. Kalnikov, VLN - M. Shestakov, VLN - V. Brill, vc. - M. Adamovich, pf - L. Shilovskaya, pf - A. Stoicheva, pf - A. Tretiakov, vibr. DIDX

### Biografia
- Naxos - Al·la Pàvlova Arxivat 2007-10-13 a Wayback Machine.
- Pertinença a "New York Women Composers"

### Música
- Composicions musicals d'Al·la Pàvlova
- Discografia compilada per Onno van Rijen Arxivat 2006-12-30 a Wayback Machine.

### Altres
- Escola Estatal de Música Gnessin, on Pàvlova va estudiar a Rússia.